# Niederkassel
Niederkassel is een stad en gemeente in de Duitse deelstaat Noordrijn-Westfalen, gelegen in de Rhein-Sieg-Kreis. De gemeente telt 38.512 inwoners (31 december 2020) op een oppervlakte van 35,80 km².

## Ligging
Niederkassel strekt zich 12 km langs de rechterrijnoever uit. Het centrale stadsdeel Niederkassel ligt op Rijnkilometer 666. Niederkassel is omringd door grotere plaatsen: Keulen, Bonn en Troisdorf. In het zuiden bij Mondorf, mondt de Sieg in de Rijn uit.

## Bestuurlijke indeling
Niederkassel omvat de stadsdelen Lülsdorf, Mondorf, Niederkassel, Ranzel, Rheidt, Uckendorf en Stockem.

## Partnersteden
- Limasol (Cyprus)
- Premnitz (Duitsland), sinds 1990

## Afbeeldingen

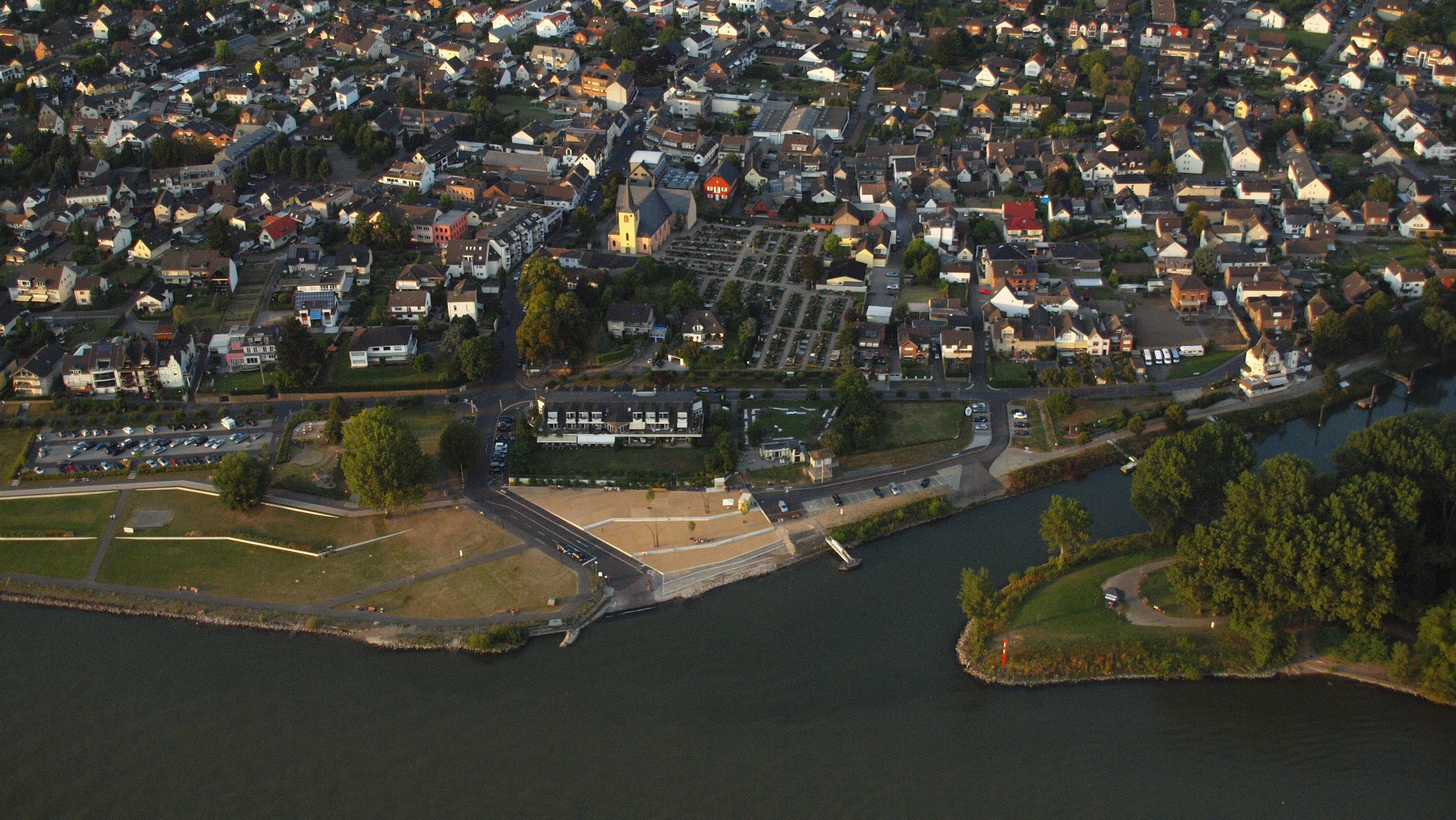
Gezicht op Mondorf
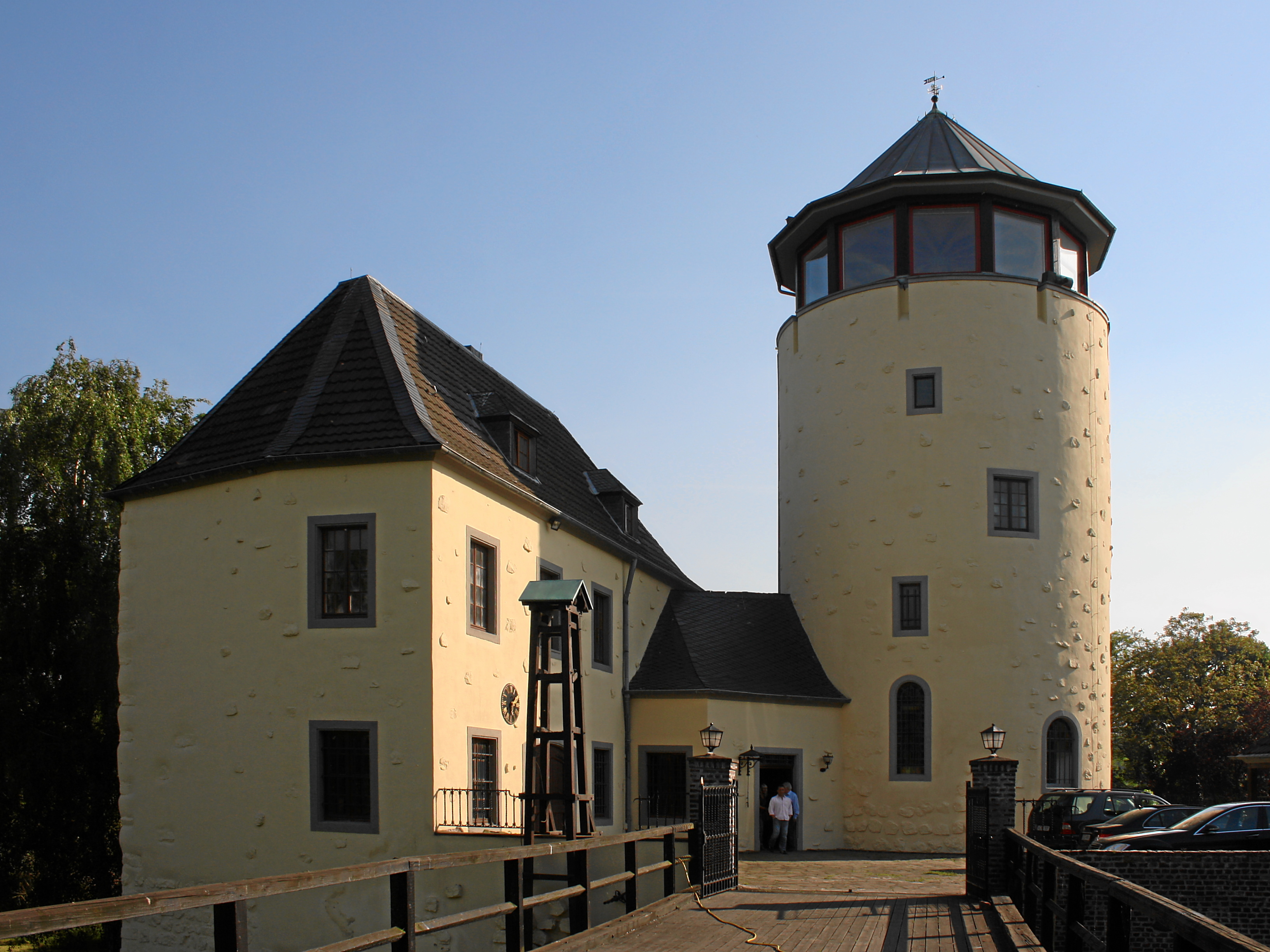
Burg Lülsdorf
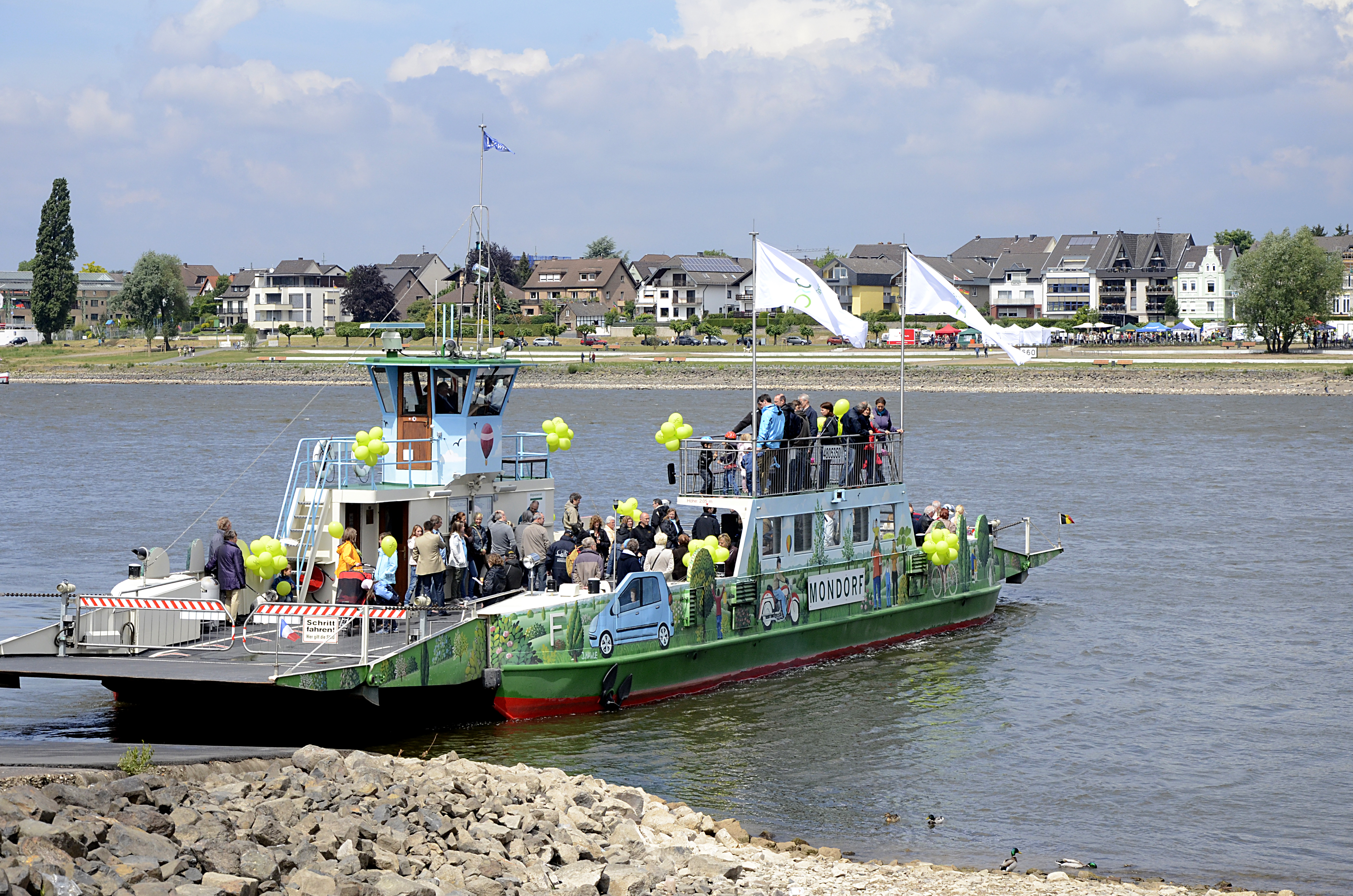
Veer over de Rijn

Alfter · Bad Honnef · Bornheim · Eitorf · Hennef · Königswinter · Lohmar · Meckenheim · Much · Neunkirchen-Seelscheid · Niederkassel · Rheinbach · Ruppichteroth · Sankt Augustin · Siegburg · Swisttal · Troisdorf · Wachtberg · Windeck